# Bobby E. Lüthge
Bobby E. Lüthge, gebürtig Erwin Konrad Robert Lüthge (* 12. September 1891 in Gleiwitz; † 10. März 1964 in West-Berlin), war ein deutscher Drehbuchautor.

## Leben
Bobby E. Lüthge studierte in Berlin Nationalökonomie und Literaturgeschichte. Er schrieb in den Jahren 1919 bis 1958 rund 190 Filmdrehbücher (davon rund 100 für Stummfilme). Neben unpolitischen Unterhaltungsfilmen schrieb er schon seit den 1920er Jahren Drehbücher für Propagandafilme: Fridericus Rex (1922) propagierte die Wiedereinsetzung der Monarchie; mehrere Militärkomödien glorifizierten das Militär. 1928 wurde nach Lüthges Drehbuch der antikommunistischen Propagandafilm Die geheime Macht gedreht. Im Jahr 1932 schrieb er das Drehbuch zu Hitlerjunge Quex (einem Propagandafilm zur Popularisierung der Hitlerjugend, basierend auf dem gleichnamigen Roman von Karl Aloys Schenzinger).
Neben seiner Arbeit als Drehbuchautor war Lüthge auch journalistisch tätig, u. a. als Schriftleiter der Zeitschrift „Bühne und Film“ und als Mitbegründer der Zeitschrift „Film-Kurier“ (1919). Außerdem schrieb er einige Romane, Theaterstücke und das Libretto für die Operette „Chanel Nr.5“ (1947, Musik Friedrich Schröder, Liedtexte Günther Schwenn).
Während der Zeit von 1933 bis 1945 wurden rund 25 seiner Drehbücher (meist unpolitischen Inhalts) verfilmt. Auch nach 1945 konnte Lüthge seine Karriere fortsetzen. Neben Heimatfilmen wie Schwarzwaldmädel (1950) und Grün ist die Heide (1951) begann er in den 1950er Jahren, als die Regierung Adenauer die Wiederbewaffnung vorbereitete, wieder an seine Militärkomödien der 1920er Jahre anzuknüpfen (z. B. Mikosch rückt ein, 1952).
Lüthge war von 1922 bis 1929 mit der Schauspielerin Hanni Weiße verheiratet. Beerdigt ist Lüthge auf dem Waldfriedhof Dahlem.

## Drehbücher für Filme (Auswahl)
- 1920: Das Mädchen aus der Ackerstraße. 1. Teil
- 1920: Weltbrand
- 1920: Katharina die Große
- 1920: Die lebende Fackel
- 1921: Die Flucht aus dem goldenen Kerker
- 1922: Fridericus Rex
- 1922: Der Graf von Charolais
- 1923: Bob und Mary
- 1926: Die dritte Eskadron
- 1926: In der Heimat, da gibt’s ein Wiedersehn!
- 1926: Herbstmanöver
- 1926: Die Sporck'schen Jäger
- 1927: Das Frauenhaus von Rio
- 1927: Das gefährliche Alter
- 1927: Die Frau im Schrank
- 1928: Moral
- 1928: Die Carmen von St. Pauli
- 1928: Marquis d’Eon, der Spion der Pompadour
- 1928: Moderne Piraten
- 1928: Die seltsame Nacht der Helga Wangen
- 1929: Waterloo
- 1929: Das grüne Monokel
- 1929: Der Bund der Drei
- 1929: Aufruhr im Junggesellenheim
- 1930: Drei Tage Mittelarrest
- 1931: Der Schrecken der Garnison
- 1931: Um eine Nasenlänge
- 1931: Reserve hat Ruh
- 1931: Der Weg nach Rio
- 1931: Die Nacht ohne Pause
- 1932: Grün ist die Heide
- 1933: Salon Dora Green
- 1933: Hitlerjunge Quex
- 1933: Des jungen Dessauers große Liebe
- 1933: Das Tankmädel
- 1934: Konjunkturritter
- 1935: Mach' mich glücklich
- 1936: Das Veilchen vom Potsdamer Platz
- 1936: Und du mein Schatz fährst mit
- 1937: Abenteuer in Warschau
- 1940: Casanova heiratet
- 1943: Ich vertraue Dir meine Frau an
- 1949: Um eine Nasenlänge
- 1949: Diese Nacht vergess ich nie!
- 1949: Nächte am Nil
- 1950: Schwarzwaldmädel
- 1951: Grün ist die Heide
- 1951: Schwarze Augen
- 1951: Die Csardasfürstin
- 1952: Der Fürst von Pappenheim
- 1952: Der keusche Lebemann
- 1952: Mikosch rückt ein
- 1952: Pension Schöller
- 1952: Am Brunnen vor dem Tore
- 1953: Eine Nacht im Séparée
- 1953: Rote Rosen, rote Lippen, roter Wein
- 1954: Die tolle Lola
- 1955: Drei Tage Mittelarrest
- 1956: Das Liebesleben des schönen Franz
- 1956: Zu Befehl, Frau Feldwebel!
- 1957: Der Etappenhase
- 1957: Liebe, Jazz und Übermut
- 1958: Liebe, Mädchen und Soldaten

## Bücher und Aufsätze
- Katharina die Große. Roman nach dem gleichnamigen Film, 1920
- Finden Sie, daß Gretchen richtig erzogen wurde? Roman, 1943
- Du schuldest mir noch eine Nacht. Roman, 1950
- Als Stanley wiederkam. Roman, 1961